# クオン・スダリー
クオン・スダリー（クメール語: ឃួន សុដារី, ラテン文字転写: Khuon Sudary, 1952年11月18日 - ）は、カンボジアの女性政治家、ジャーナリスト。下院議長。
政界進出を果たす前は地元紙プロチーチョンの新聞記者として勤務していた。1987年に同紙の編集長に就任。1980年代にハンガリー国際ジャーナリズム研究センターでジャーナリズムの学位を取得。
1998年からカンダル州選挙区の議員として選出されている。2012年から2014年と2018年から2023年の2度、下院第2副議長を務めた。2023年には、長年、下院議長を務めたヘン・サムリンの後任となることが決定。クオン・スダリーは就任によって、同国初の女性下院議長となった。
就任後初の外遊でベトナムを訪問し、同国のグエン・フー・チョンベトナム共産党書記長（当時）と安全保障上及び経済開発で協力していくことを約束した。